# Sluis 12 (Zuid-Willemsvaart)
Sluis 12 is een sluis in de Zuid-Willemsvaart, gelegen bij Someren-Eind in de Nederlandse provincie Noord-Brabant.
De sluis werd aangelegd omstreeks 1826 en aanvankelijk kon men via de sluisdeuren het kanaal oversteken. In de tweede helft van de 19e eeuw kwam er een ophaalbrug die halverwege Sluis 12 en Sluis 11 was gelegen en de Half Twaalfse Brug werd genoemd.
De brug werd in 1940 door het Nederlandse leger opgeblazen en vervolgens hersteld. Maar in 1944 werd de brug opnieuw verwoest, nu door de zich terugtrekkende Duitsers. In 1948 werd de brug hersteld en ook later volgden moderniseringen. De brug werd later als rijksmonument geklasseerd maar niettemin in 2009 gesloopt nadat in 2008 een nieuwe vaste oeververbinding tot stand was gekomen, tussen de Half Twaalfse Brug en Sluis 12 in gelegen. De brug, die ook als viaduct over de drukke N266 loopt, kwam in 2008 tot stand en werd, vanwege zijn ligging, Kwart voor Twaalf genoemd.